# Farges-lès-Mâcon
Farges-lès-Mâcon é uma comuna francesa na região administrativa de Borgonha-Franco-Condado, no departamento Saône-et-Loire. Estende-se por uma área de 5,67 km². Em 2010 a comuna tinha 222 habitantes (densidade: 39,2 hab./km²).